# Zach Andrews
Zach Andrews (Oakland, California, 9 de marzo de 1985) es un exjugador de baloncesto estadounidense. Con una altura de 2,04 metros, actuaba habitualmente en la posición de pívot o ala-pívot. Su carrera como profesional la desarrolló en la NBA Development League, habiendo también jugado para equipos de Europa, Asia y Latinoamérica. Desde su retiro incursiona en el ámbito de la actuación. 

## Trayectoria deportiva

### Universidad
Andrews se graduó en 2003 de la Cordova High School de Rancho Cordova, California, donde había jugado al baloncesto y al fútbol americano. Se enroló luego en el Yuba College, pasando a formar parte de los 49ers, el equipo de baloncesto que competía en la California Community College Athletic Association. 
Luego de dos años allí, fue reclutado por la Universidad de Bradley en Illinois, lo que le permitió actuar en la Missouri Valley Conference de la División I de la NCAA como miembro de los Bradley Braves. En 2007 culminó su carrera en la élite universitaria estadounidense, habiendo disputado 67 partidos en los que promedió 8,4 puntos y 6 rebotes por encuentro.

### Profesionalismo
Tras no ser elegido por ninguna franquicia en el Draft de la NBA de 2007, Andrews tuvo la oportunidad de asistir a un campo de entrenamiento de los Sacramento Kings. Sin chances de jugar en su país, migró hacia España, donde estuvo a prueba en el Gijón Baloncesto, pero donde terminaría siendo fichado por el CB Santa Pola para jugar en la LEB Plata. Sin embargo sólo permaneció allí dos meses, alejándose del equipo luego de sufrir una lesión. 
Tras jugar en Bosnia-Herzegovina y Turquía, regresó en septiembre de 2008 a España como miembro del CB Guadalajara, que militaba en la LEB Bronce. Habiéndose destacado como el mejor jugador de su equipo, al año siguiente se incorporó al CB Peñas Huesca de la LEB Plata. Con ese club conquistó la Copa LEB Plata de 2010 y consiguió el ascenso a la LEB Oro.
Aunque estaba consolidado como un jugador del baloncesto de ascenso español, Andrews decidió migrar a Japón. En el verano de 2011 regresó a su país y participó de la Venice Beach League y del Pro-Am Showcase de Sacramento con la esperanza de conseguir un contrato con un equipo local. Finalmente Los Angeles D-Fenders de la NBA Development League lo sumaron a sus filas para jugar la temporada 2011-12. Tras disputar 8 partidos tuvo su oportunidad de dar un salto a la categoría superior, siendo fichado por Los Angeles Lakers con un contrato temporal por diez días para participar de la pretemporada del equipo (la cual había comenzado en diciembre debido a la huelga que hubo ese año). Andrews finalmente fue cortado del plantel antes de que iniciara la temporada regular, siendo enviado de regreso a la NBA Development League.
Continuó su carrera en el Sutor Basket Montegranaro de la Serie A de Italia, pero, luego de protagonizar un enfrentamiento contra Eric Griffin en un partido de su equipo ante el Aurora Basket Jesi, fue suspendido y apartado del plantel. En consecuencia el jugador fichó nuevamente con Los Angeles D-Fenders.
Durante el verano de 2013 participó de la NBA Summer League como parte de un combinado de jugadores de la NBA D-League y en la Drew League con el equipo Los Angeles Loop, esperando conseguir una nueva oportunidad de actuar en la NBA. De todos modos, tras no recibir las ofertas esperadas, partió una vez más hacia el extranjero. 
Tras una temporada repartida entre Japón y México, Andrews inició su último ciclo con los D-Fenders, el cual esta vez duraría un año y medio. En enero de 2016 fue transferido por su equipo al Iowa Energy a cambio de Michael Holyfield y dos selecciones para el Draft de la NBA Development League.
Luego de otra temporada fuera de su país -en esta oportunidad repartida entre Japón y Líbano-, y de haber formado parte de la pretemporada que los Brisbane Bullets realizaron en los Estados Unidos, Andrews participó del campo de entrenamiento de los Northern Arizona Suns y consiguió un contrato para la temporada 2017-18. Empero fue cortado del equipo luego de 3 encuentros (para ser sustituido por Malik Dime) y recontratado en febrero de 2018. Su última experiencia como profesional en el baloncesto competitivo fue con los Bangkok Tigers de Tailandia.
Tras el retiro, Andrews continuó activo en torneos semiprofesionales como The Basketball Tournament (donde jugó para Team 23, Always a Brave, Peoria All-Stars y HOOPS), la Drew League, la Crew League, la Venice Beach League y la Red Bull 3X entre otras. Luego de hacer una visita a Venezuela en 2021 con el equipo de exhibición Court Kingz, se anunció que jugaría con los Taurinos de Aragua en la temporada 2022 de la Superliga Profesional de Baloncesto, pero finalmente ello no ocurrió.
En 2023 hizo su debut en el Tour Mundial de Baloncesto 3x3, jugando el World Hoops Penang Challenger con el equipo Los Ángeles.

## Actuación
Andrews actuó como doble de LeBron James en la película Space Jam: A New Legacy y de Giannis Antetokounmpo en Rise. También ha dado movimiento a la versión de CGI de Jimmy el Oso Polar en Chip 'n Dale: Rescue Rangers, y ha interpretado papeles menores en las películas Black Panther: Wakanda Forever, White Men Can't Jump y Whiskey Sour, y en la serie de televisión Winning Time: The Rise of the Lakers Dynasty.
Asimismo también intervino como stunt en el videoclip de la canción "One Right Now" de Post Malone y The Weeknd, y en el videojuego NBA 2K23.